# 나우루의 국가
나우루의 노래(Nauru Bwiema)는 마거릿 헨드리(1924–1990)가 작사, 로렌스 헨리 힉스(1912-1997)가 작곡하였다. 공식 국가가 된 것은 1968년이다.

## 나우루어가사
Nauru bwiema, ngabena ma auwe.(나우루 뷔에마 나베 마 아우에)
Ma dedaro bwe dogum, mo otata bet egom.(마 데라 로웨오 모이 아타 베테곰)
Atsin ngago bwien okor, ama bagadugu(아스틴 나고 비베엔 오코 라마 바가구두)
Epoa ngabuna ri nan orre bet imur.(에오아 나가부나리나 노헤 베트 임모아)
Ama memag ma nan epodan eredu won engiden,(오 모메모 모 노메모노 이리 두보 넹미네)
Miyan aema ngeiyin ouge,(미히야나 예마네 이요게)
Nauru eko dogin!(나우루 에코 도긴)

## 영어해석
Nauru our homeland, the land we dearly love.
We all pray for you and we also praise your name.
Since long ago you have been the home of our great forefathers
And will be for generations yet to come.
We all join in together to honour your flag,
And we shall rejoice together and say:
Nauru for evermore!

## 해석
나우루는 우리의 조국이며, 매우 사랑하는 땅이라.
우리 모두 그대를 위해 빌고 또한 우리는 그대의 이름을 칭찬하리.
오래전 그대의 역사가 우리의 대단한 조상의 집이라.
그리고 여러 세대에 걸쳐 오기 위해 존재하리.
우리 모두 그대의 깃발에 경의를 표하기 위하여,
그리고, 함께 말하자면 우리가 기뻐하리.
항상 나우루를 위하여!

## 같이 보기
- 나우루의 국기